# Пуазёль-ла-Виль-э-Лаперьер
Пуазёль-ла-Виль-э-Лаперье́р (фр. Poiseul-la-Ville-et-Laperrière) — коммуна во Франции, находится в регионе Бургундия. Департамент коммуны — Кот-д’Ор. Входит в состав кантона Беньё-ле-Жюиф. Округ коммуны — Монбар.
Код INSEE коммуны — 21490.

## Население
Население коммуны на 2010 год составляло 165 человек.
| 1962 | 1968 | 1975 | 1982 | 1990 | 1999 | 2010 |
| ---- | ---- | ---- | ---- | ---- | ---- | ---- |
| 255  | 254  | 230  | 202  | 183  | 181  | 165  |

## Экономика
В 2010 году среди 96 человек трудоспособного возраста (15—64 лет) 68 были экономически активными, 28 — неактивными (показатель активности — 70,8 %, в 1999 году было 69,1 %). Из 68 активных жителей работали 63 человека (40 мужчин и 23 женщины), безработных было 5 (1 мужчина и 4 женщины). Среди 28 неактивных 12 человек — школьники или студенты, 11 — пенсионеры, 5 были неактивными по другим причинам.